# Kurtpınar, Ceyhan
Kurtpınar là một thị trấn thuộc huyện Ceyhan, tỉnh Adana, Thổ Nhĩ Kỳ. Dân số thời điểm năm 2009 là 2.11 người.